# Живий (фільм)
«Живий» (рос. Живой) — російський драматично-містичний фільм 2006 р.

## Сюжет
В ході одного з боїв чеченської війни розвідгрупа була змушена відходити. Щоб прикрити товаришів, які виносять пораненого в ногу солдата, кілька розвідників жертвують собою, щоб затримати надхожих бойовиків.
Головний герой Кір опиняється в госпіталі, де йому ампутують ногу. Він стає інвалідом. У Чечню він поїхав служити за контрактом, щоб заробити грошей на весілля з коханою дівчиною. Але повернувшись з війни, він розуміє, що вже не може жити нормальним життям в мирний час. Частина його душі залишилася в горах Кавказу разом із загиблими друзями. Він не розуміє, навіщо залишився в живих.
Відразу після виходу з госпіталю Кір намагається отримати виплату за інвалідністю, але безсовісний військовий чиновник вимагає з нього відсоток. Кір погоджується, отримує гроші та купує собі шаблю. Він зустрічається з чиновником, той згоден послати в санаторій на реабілітацію, але тільки за хабар. Кір вихоплює шаблю і вбиває чиновника.
Кір добирається додому, на нічному мокрому шосе його збиває авто. Він приїжджає додому, перед ним з'являються примари загиблих двох друзів, які намагаються допомогти йому розібратися в ситуації, що склалася і відповісти на питання, на які немає відповіді. Тільки з ними Кір відчуває себе добре, але вони засуджують його поведінку, стають його совістю.
Кір не знаходить спокою ні в рідному домі, де мати стає для нього чужою людиною, ні поруч з коханою дівчиною, яка змінилася і не приймає його таким, яким він став.
Герой фільму хоче розшукати могили своїх товаришів і по дорозі на кладовище зустрічає молодого священника, який підвозить його на своїй машині й відправляється разом з ним. Кір знаходить могили друзів і силою намагається перешкодити священнику прочитати молитви за упокій, але священник непохитний, він читає молитви, незважаючи на дощ. Коли Кір повертається з цвинтаря, повторюється сцена з початку фільму — він потрапляє під авто, але прокинувшись, бачить своїх друзів. Всі разом вони сонячним ранком йдуть вдалину, розчиняючись в ранковому тумані. Кір навіть не помічає, що вже не кульгає. Стає ясно, що він загинув під колесами ще на початку фільму і возз'єднався зі своїми бойовими товаришами в потойбічному світі, а всі події, що відбуваються пізніше, — його передсмертні мрії.

## Ролі
- Андрій Чадов — Кір
- Максим Лагашкін — Нікіч
- Володимир Єпіфанцев — Ігор
- Олексій Чадов — священник
- Олександр Робак — Славік
- Андрій Рапопорт — начфін
- Вікторія Смирнова — Тетяна
- Ольга Арнтгольц — медсестра Ольга
- Вадим Бурмістров — лейтенант Морозов
- Неллі Неведіна — мати Кіра
- Ольга Богданова — провідниця

## Виробництво
- Робочою назвою фільму було «Якими ми не будемо».
- Місця фільмування: Північна Осетія, Єлець, Липецьк, Москва тощо.
- В одному з епізодів герої приходять на концерт групи Сплін, де справжні музиканти виконують свою пісню.
- У першому спогаді Кіра про відступ звучать записи радіопереговорів 131-й Майкопської бригади з документального фільму «60 годин Майкопської бригади» про «новорічний штурм» Грозного.
- На основі сценарію була створена кіноповість «Живий», в роботі над якою брав участь Дмитро Биков. Книга випущена в 2006 р. видавництвом «Амфора».

## Нагороди
- «Золотий орел» (2007):
  - номінація «Найкращий ігровий фільм»
  - номінація «Найкращий сценарій»
- «Ніка» (2007)
  - премія в номінації «Найкращий сценарій» (Олександр Веледінський, Ігор Порублєв)
  - номінація «Найкращий фільм»
  - номінація «Найкращий режисер» (Олександр Веледінський)
  - номінація «Найкраща чоловіча роль» (Андрій Чадов)
- «Кінотавр» (2006)
  - приз імені Григорія Горіна за найкращий сценарій
  - приз Гільдії кінознавців і кінокритиків
  - номінація «Головний приз»
- «MTV Россия» (2007)
  - приз «Найкраща екранна команда»
  - приз «Найкраща чоловіча роль» (Андрій Чадов)
  - номінація «Найкраща бійка»
  - номінація «Прорив року» (Андрій Чадов)
  - номінація «Найкращий саундтрек» («Сплін»)